# Fotocamera

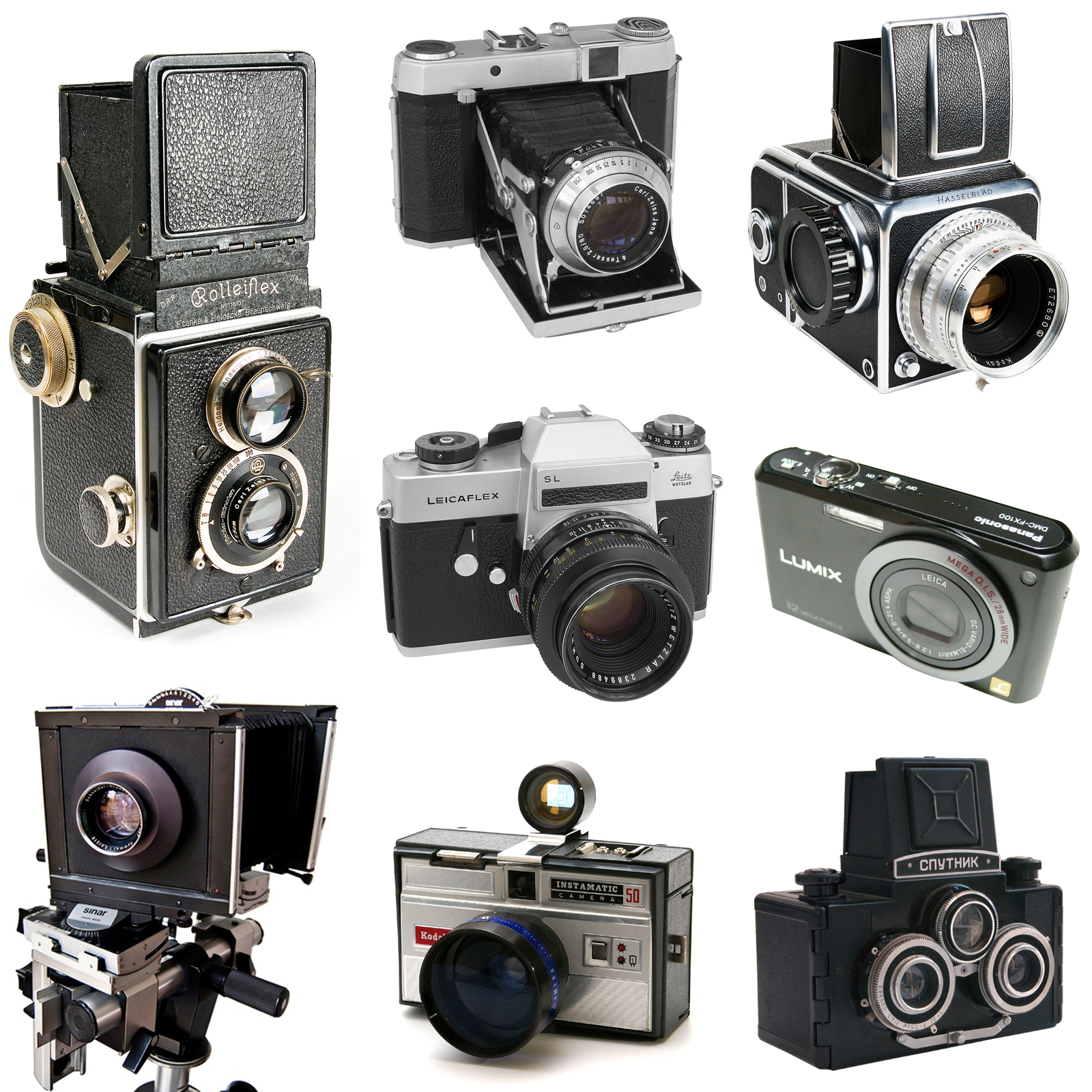
Vari tipi di fotocamera

La fotocamera (composto da foto-, greco antico phôs phōtós «luce», e -camera, dal latino camera obscura «camera oscura») o màcchina fotogràfica, è l'apparecchio per ottenere le fotografie (immagini statiche bidimensionali della realtà). Normalmente è uno strumento ottico, costituito essenzialmente da un corpo/scatola a tenuta di luce detta camera oscura, fornita di un obiettivo fotografico solitamente intercambiabile, e di un supporto fotosensibile (pellicola fotografica o sensore digitale) sul quale avviene la ripresa delle immagini ottiche, che può dividere le tipologie tra fotocamera a pellicola (tecnologia chimica) e fotocamera digitale (tecnologia elettronica).
I modelli particolari che si differenziano da questa normalità della fotocamera, prendono nominativi differenti e più specifici, ad esempio: se l'obiettivo non è intercambiabile è detta fotocamera compatta, se è provvista di uno specchio è detta fotocamera reflex, se usa uno specchio e due ottiche per funzionare è detta reflex biottica, ecc.
In base all'utilizzo, può essere specificatamente costruita, dimensionata ed accessoriata di un mirino (il quarto elemento) per il puntamento del soggetto e la scelta dell'inquadratura, dei vari comandi per la messa a fuoco, lo scatto del otturatore, la regolazione del diaframma, del tempo di esposizione e della sensibilità, più tutti gli eventuali meccanismi per farla funzionare adeguatamente.

## Storia
Sin dal 1500, la camera oscura veniva usata dai pittori, permettendogli di disegnare i contorni del soggetto, inquadrato su un foglio, posto dietro all'obiettivo (in quell'epoca era stenopico o una semplice lente piano convessa), oppure, più facilmente sul lato alto della fotocamera, grazie a un sistema a specchio (antesignano delle reflex), tipo a pozzetto, coprendo solo il foglio da disegno e la propria testa mediante un telo nero. Quando la camera oscura era una vera e propria camera, o aveva le dimensioni di una piccola cabina, l'artista poteva trovarsi all'interno dell'apparecchio.
La fotocamera è nata negli anni 1830 insieme alla fotografia, sulla base della radiazione luminosa e dell'emulsione chimica; inizialmente forniva immagini solo in bianco e nero, e le rendeva oggetti visibili tramite la stampa fotografica. Nel tempo, parte della tecnologia è cambiata, nel XX secolo si aggiunge la fotografia a colori, molti meccanismi vengono automatizzati e resi a controllo elettronico, come la messa a fuoco, e poi verso la fine secolo, negli anni 1990-2000, viene sostituita la chimica con l'opto-elettronica e avviene la conversione alla fotografia digitale; così, molta stampa è stata sostituita dalla visione diretta delle immagini fotografiche su monitor e display, poiché raramente si stampano più le fotografie digitali.
Quasi tutte le fotocamere digitali possono riprendere anche i filmati, come le cineprese, ma in quelle più semplici, dei telefoni cellulari e degli smartphone (telefoni intelligenti), i vari mezzi meccanici, quali il diaframma e l'otturatore, sono in genere assenti.

### XIX secolo

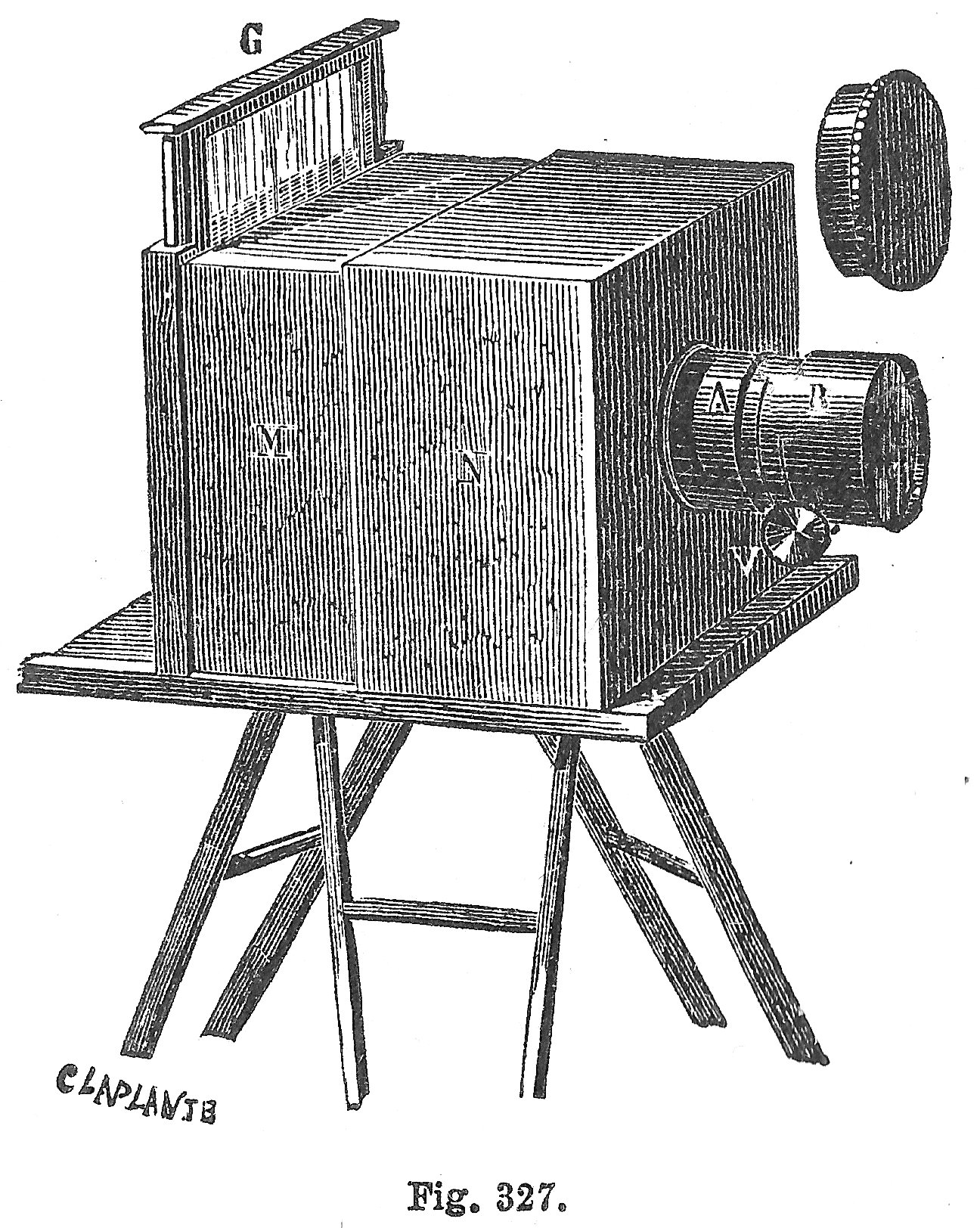
Dagherotipo a cassette scorrevoli, con tappo obiettivo che fungeva da otturatore

Il primo antenato della fotocamera, la più antica messa in commercio, è il dagherrotipo costruito nel 1839 dalla Susse Frères di Parigi, che utilizzava un sistema di cassette scorrevoli l'una dentro l'altra, per realizzare la corretta messa a fuoco sulla lastra fotografica, posta nella parete opposta all'obiettivo. L’idea venne concepita da Joseph Nicéphore Niépce durante il 1826, il quale mise a punto un processo che denominò eliografia. Mediante questa tecnica riuscì ad imprimere su lamina di peltro, cosparsa di bitume di Giudea, la prima fotografia della storia dell’umanità (Veduta della finestra a Le Gras ). Durante il 1827 visitando Parigi, Niépce conobbe Louis Jacques Mandé Daguerre, con il quale collaborò alla realizzazione della citata dagerrotipia. Fotocamere di questo tipo vengono chiamate dagli anglosassoni Sliding Box Camera (Babilonia a cassette scorrevoli).
La portatilità, a partire dalle prime esperienze di Daguerre, era una esigenza molto sentita, data la necessità di sviluppare le lastre fotografiche appena impressionate in tempi brevi, e vista la tecnica usata del collodio umido, che sarebbe durata fino al 1870.

Nel 1851, per migliorare la portatilità delle fotocamere, Lewis padre e figlio introdussero il soffietto estensibile, prima in stoffa e poi in pelle ripiegato a fisarmonica, che permetteva il basculaggio e il decentramento dell'obiettivo, movimenti impossibili con le più datate tecnologicamente cassette scorrevoli. Tuttavia, secondo alcuni l'invenzione risalirebbe al barone Armand Pierre de Séguier, mentre secondo altri è del russo S. L. Levitsky (1819-1898). Questo tipo di fotocamere, chiamata in inglese folding, venne prodotta in vari formati, sia a pellicola che a lastre, per diverse decine di anni. Le più recenti tra le portatili risalgono agli anni sessanta e la tecnica è ancora oggi utilizzata nei modelli professionali da studio: gli apparecchi a banco ottico.

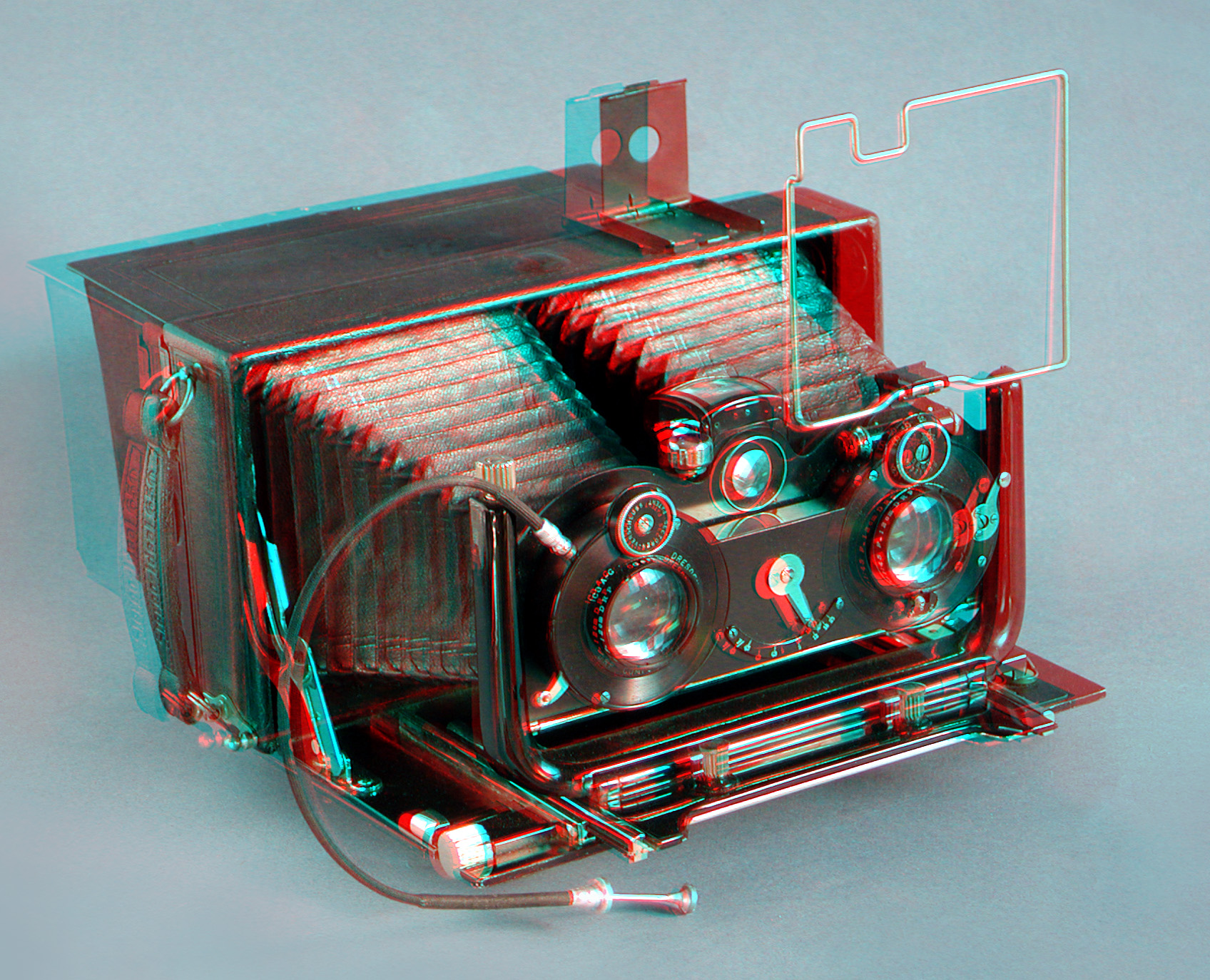
Fotocamera stereo degli inizi del 900, in un anaglifo moderno.

Al 1842 risale l'invenzione della «fotocamera binoculare» o fotocamera stereoscopica, anche conosciuta come stereocamera, per opera di John Benjamin Dancer, un ottico di Manchester, un particolare tipo di fotocamera che permetteva la visione stereoscopica dell'immagine fotografica ottenuta, utilizzando l'impressione di due immagini con due obiettivi uguali e paralleli su una pellicola.
Nel 1858 lo stereoscopio di Brewster venne presentato alla Esposizione Universale di Londra, suscitando l'interesse della regina Vittoria, che ne volle subito uno per sé. Visto l'enorme interesse riscosso dall'oggetto, dapprima la ditta parigina Duboscq & Soleil, poi svariate altre ditte soprattutto inglesi, francesi e americane, produssero in serie lo stereoscopio Brewster, che divenne in breve tempo di enorme successo presso la borghesia europea e americana; negli Stati Uniti Oliver Wendell Holmes ne realizzò una versione più economica.
Lo stereoscopio ottocentesco, che utilizzava stereogrammi su carta, scomparve quasi completamente dalla scena, nel giro di pochi anni, sopravvivendo sotto forma di giocattolo economico; al suo posto si sviluppò lo stereoscopio che si serve di diapositive su pellicola fotografica, che ebbe come pionieri il Tru-Vue e, soprattutto, il View-Master.

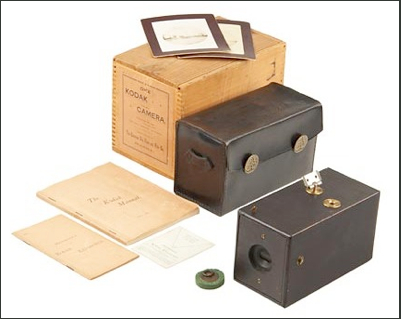
Kodak box mod. 1

Nel 1888 George Eastman intuì il potenziale commerciale di una fotocamera a basso costo e di facile gestione nello sviluppo delle foto e fondò la Kodak (nome di fantasia), azienda che poi diventò Eastman Kodak Company. L'intuizione commerciale, concretizzata nella «Kodak Box mod. 1» era una fotocamera a cassetta con dimensioni piuttosto piccole (~ 16 x 9 cm), priva di regolazioni di sorta, e dotata solamente del pulsante di scatto, di un mirino per l'inquadratura e del sistema di avanzamento della pellicola.

Il motto pubblicitario era:
(George Eastman)
fu un successo enorme, che fece diventare la fotografia negli Stati Uniti un fenomeno di massa. La fotocamera veniva venduta sigillata, con una pellicola utile per cento pose. Una volta scattate le 100 pose, la fotocamera doveva essere rispedita alla Kodak, che provvedeva a sviluppare e stampare le foto, restituendo dopo una settimana la fotocamera ricaricata e le stampe ottenute; la camera veniva venduta al prezzo di 25 dollari comprensivi dello sviluppo di 100 foto, mentre le successive ricariche costavano 10 dollari.

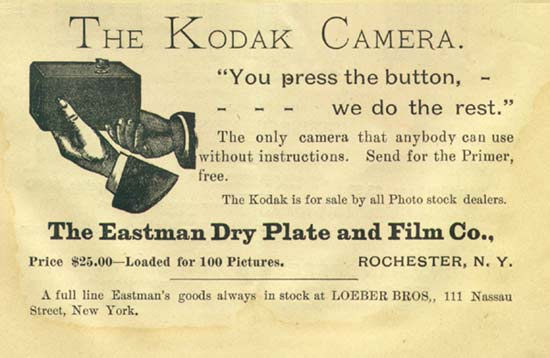
Pubblicità della Kodak mod. 1

Nel 1898 George Eastman comprò il brevetto dell'azienda SN Turner, che consisteva in un foglio di carta nera, con numerazione progressiva dei fotogrammi, la quale ricopriva la pellicola fotografica rendendola insensibile alla luce del giorno e consentendo così il caricamento della fotocamera anche in pieno giorno. La fotocamera a cassetta ebbe un gran successo commerciale, che è continuato fino agli anni '60 del secolo scorso.
Questo iniziale successo diede l'avvio alla fortuna commerciale della Kodak, che tanto ha influenzato tutta la storia della fotografia e della tecnologia fotografica, successo condiviso insieme ad altri grandi nomi che hanno fatto la storia della tecnica fotografica, tra questi spicca il marchio tedesco Leica.

### XX secolo (I parte)
Già nel nuovo secolo, la fotografia era evoluta enormemente in sessanta anni. Le fotocamere di grande formato a lastre, usavano le pellicole piane ed erano già alcuni anni che i formati di pellicola venivano ridotti per rimpicciolire le dimensioni delle fotocamere, facilitandone l'uso a chiunque, dal professionista all'amatore dilettante.

Nel 1912, l'americana Graflex produsse i primi esemplari di fotocamere da reporter tipo Presscamera formato 5×7 e 4×5 (il formato da 5 pollici) molto usate in seguito dai giornalisti della carta stampata fino agli anni 70; molte di queste fotocamere professionali offrono la possibilità di basculare l'ottica e modificare le linee cadenti, ma risultano oggi molto pesanti e ingombranti. 

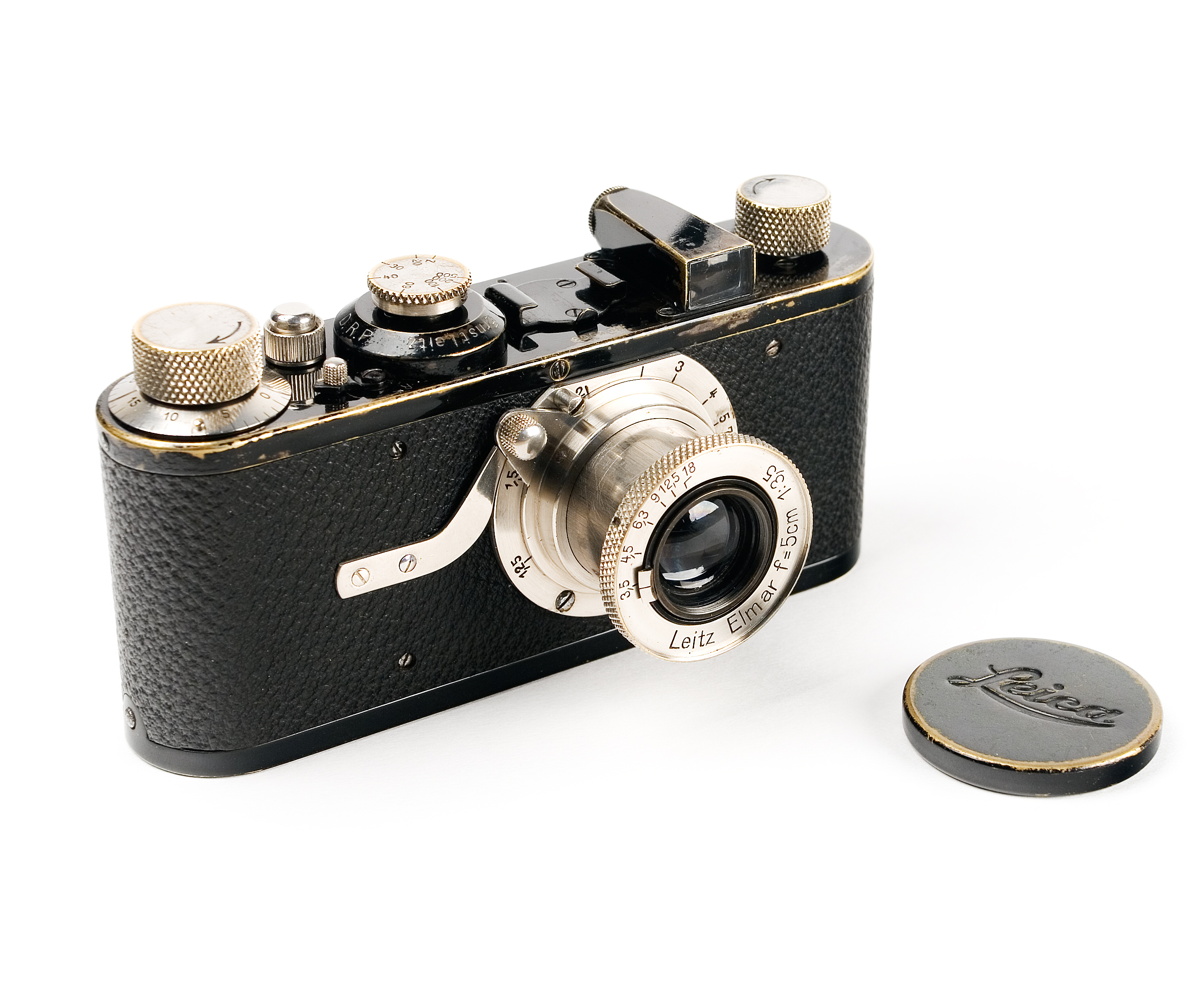
Leica I

Circa 17 anni prima, i fratelli lumière avevano già inventato il cinema, ed erano già in vendita varie macchinette semi-cineprese, che in un modo o nell'altro riuscivano ad utilizzare la pellicola cinematografica da 35 mm.

#### 35 mm e formato Leica
Tutto ebbe inizio nel 1913, quando l'ingegnere tedesco Oskar Barnack, lavorando per la E. Leitz di Wetzlar, stava ideando un modo più pratico e più preciso, di quello corrente, di esporre la pellicola cinematografica da 35 mm, per valutare i tempi di esposizione per il girato. Costruì così una sorta di scatoletta (piccola camera oscura) alla quale poteva agganciare un obiettivo foto-cinematografico, e dentro la quale inserire all'incirca 1 metro di pellicola perforata, pronta per essere esposta. Ma per migliorare la valutazione delle esposizioni, nella produzione dei film, decise di raddoppiare la superficie del fotogramma, portandolo da 24×18 a 24×36 mm. E così, la scatoletta di Barnack ebbe un discreto successo in ambiente cinematografico, ma molto di più in ambiente fotografico, diventando la famosa Leica (UR-Leica) che tutti oggi conoscono come la Leica M, fotocamera con mirino a telemetro.
In quel momento, nacque il nuovo formato fotografico 24×36 che tutti conoscono, con un rapporto d'aspetto 3:2, e quindi, differente dal tipico aspetto 4:3 del cinema (24×18 mm), che venne adottato poi anche dalla TV, e di altri formati fotografici similari (grande formato).
Il nuovo formato Leica (così chiamato in onore a Barnack e la sua Leica) prese piede dal primo dopoguerra, tanto che già nel 1934, la Kodak mette in commercio i rullini 135, studiati come pratici caricatori per le varie fotocamere Leica e le altre foto-cinecamere dei tempi, e caricati con la pellicola cinematografica da 35 mm (in genere, 1,6 metri di striscia). Col tempo, il formato 24×36 diventa il formato fotografico più popolare e più comune nella fotografia di massa, sicuramente dal secondo dopoguerra ad oggi, e per quasi un secolo viene usato con le cosiddette fotocamere di "piccolo formato" (per differenziarle da quelle di medio e di grande formato). Ciò impose l'uso della pellicola cinematografica da 35 mm anche in fotografia, che in questo ambito comunque adottò vari altri formati di fotogramma (sulla stessa pellicola), tipo il mezzo formato 24×18 mm ed altri più piccoli e più grandi (anche panoramici). Fu soltanto dopo la prima guerra mondiale, che la fotocamera Leica (da Leitz camera) venne commercializzata, e oggi ricordata come la prima fotocamera 35 mm (in gergo). Dopo i primi test, tra il 1923 e il 1924, che rivelarono il gradimento dell'originale design e che fosse anche in grado di fornire ingrandimenti di stampa di "alta" qualità, nel 1925 venne iniziata la produzione del modello Leica I.
Il successo di questa tipologia di fotocamera, portò alla nascita di altri modelli simili, da parte di una serie di concorrenti europei, come la Contax del 1932. Questo tipo di macchine a 35 mm si impose velocemente come il formato di scelta per fotocamere compatte di fascia alta.
Nel 1929, la Rolleiflex TLR, la prima Rollei di Franke & Heidecke messa in commercio al mondo che utilizzava il sistema a biottica, sdogana il formato 6x6 medio formato, fortunato tipo di macchine usate soprattutto dai fotografi professionisti e che rimase in voga fino agli anni 80.
Nel 1934 la Kodak immise in commercio la Retina I, introducendo nella sua produzione il formato 135. Ed anche se la Retina era relativamente poco costosa, le fotocamere 135 rimanevano fuori dalla portata della maggior parte delle persone, e il rollfilm rimase il formato di scelta per le fotocamere del mercato di massa. Negli Stati Uniti questo stato di cose cambiò nel 1936 con l'introduzione da parte della Argus Cameras, Inc. della (relativamente cara) Argus A, ma soprattutto nel 1939 con l'arrivo della popolare Argus C3, prodotta fino al 1966. Anche se vi erano fotocamere più economiche, che utilizzavano ancora il rollfilm, il rullino 135 era arrivato a dominare il mercato.
La nascente industria fotografica giapponese incominciò a svilupparsi nel 1936 con la Canon a telemetro, una versione migliorata del prototipo Kwanon del 1933. Le fotocamere giapponesi cominciarono a diventare popolari in Occidente dopo la guerra di Corea, quando i veterani di guerra e i soldati di stanza in Giappone le portarono per la prima volta negli Stati Uniti, diffondendone l'uso anche grazie alla qualità e al basso costo.

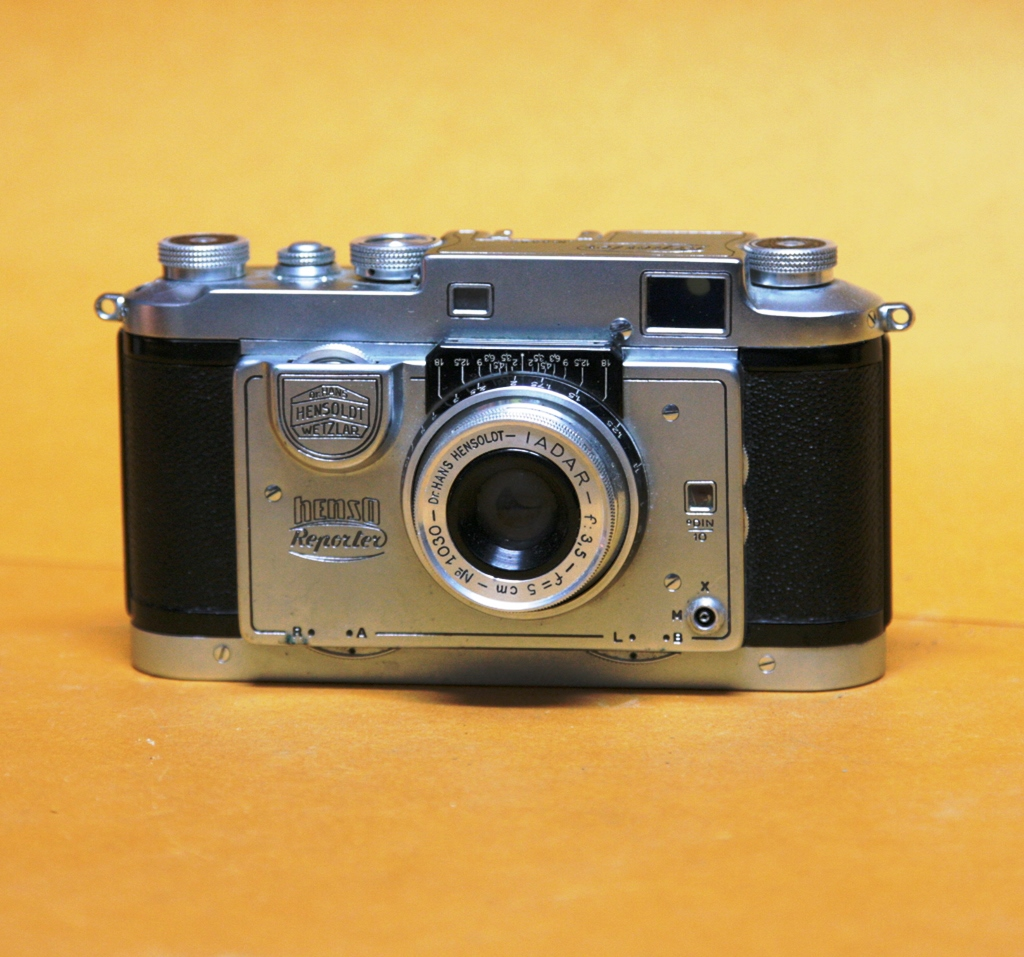
ISO Report venduta dalla tedesca Hensoldt del 1953

In Italia alcune ditte poco più che artigianali, tra cui spiccano la Gamma e la ISO entrambe di Roma, iniziarono a produrre una serie di macchine 35 mm di buona fattura e qualità, che ben potevano competere con le più illustri fotocamere tedesche e americane. Tuttavia, con l'arrivo delle giapponesi agli inizi degli anni 60, il costo di queste fotocamere era diventato troppo alto per reggere la concorrenza di multinazionali come Nikon e Canon e, in assenza di adeguati supporti statali, questa produzione in Italia scomparve.
Va sottolineato che la prima reflex a pentaprisma messa in commercio al mondo, è stata la Rectaflex di Telemaco Corsi, geniale imprenditore romano che alla Fiera Campionaria di Milano del 1946 aveva presentato la prima fotocamera reflex 35 mm a pentaprisma della storia, che per la messa a fuoco, usufruiva dello stigmometro ideato dal Dott. Luigi Picchioni.
Nel 1948 venne presentata da Edwin Land la prima Polaroid, il mod. 95, capostipite di una lunghissima e fortunata serie; nonché la prima Hasselblad svedese: il mod. 1600F, che rimase in produzione fino al 1966.

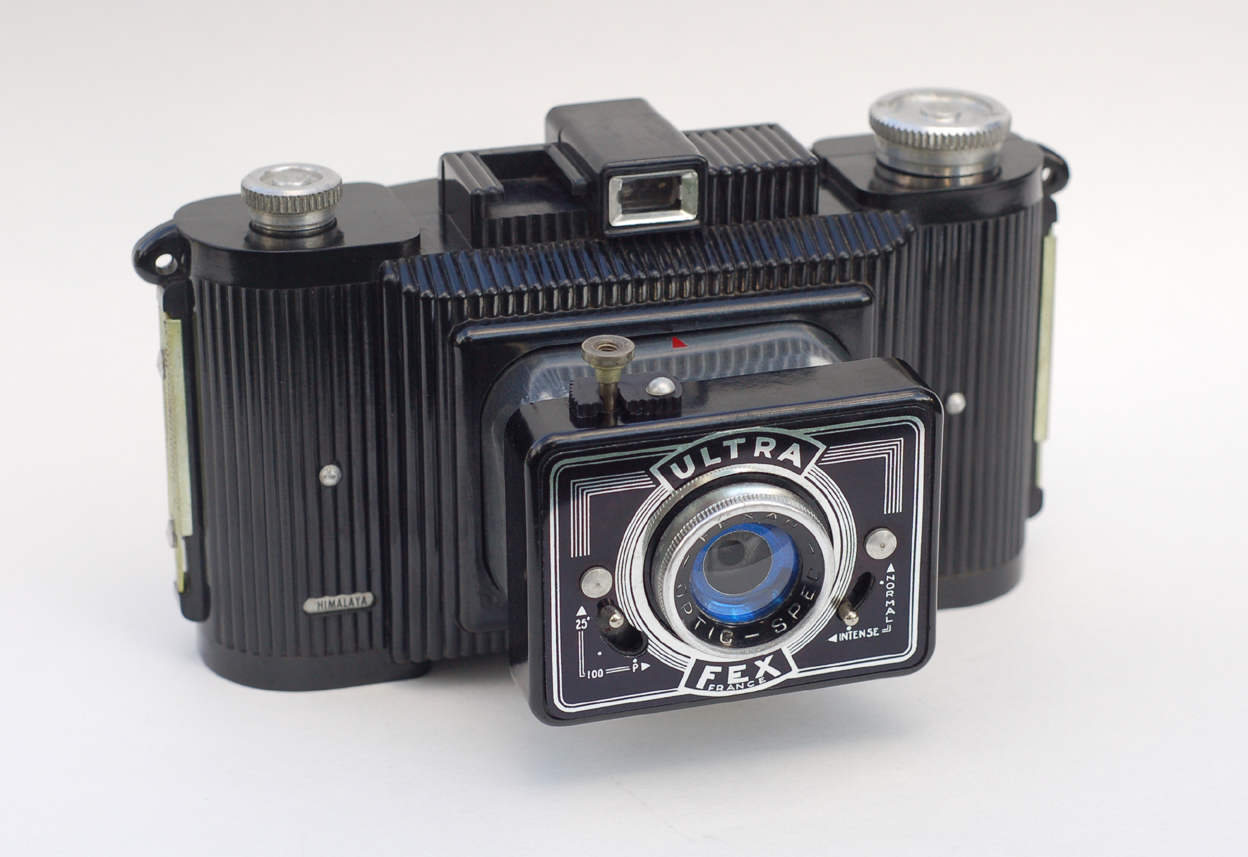
Fex-Indo mod. Ultra

Grande diffusione fino ad oltre la seconda guerra mondiale ebbero le macchine di tipo economico costruite in bakelite, materiale che anticipò nella tecnologia fotografica la plastica, consentendo ai costruttori di superare le rigide geometrie del metallo o del legno, imponendo il concetto del design nella macchina fotografica. Tra le più interessanti macchine fotografiche possono essere ricordate molte macchine economiche della FED-Indo francese, nonché molte Kodak e tante altre. In genere queste semplici ed economiche macchine erano a fuoco fisso, con poche regolazioni possibili e utilizzavano diversi formati di pellicola.

### XX secolo (II parte)

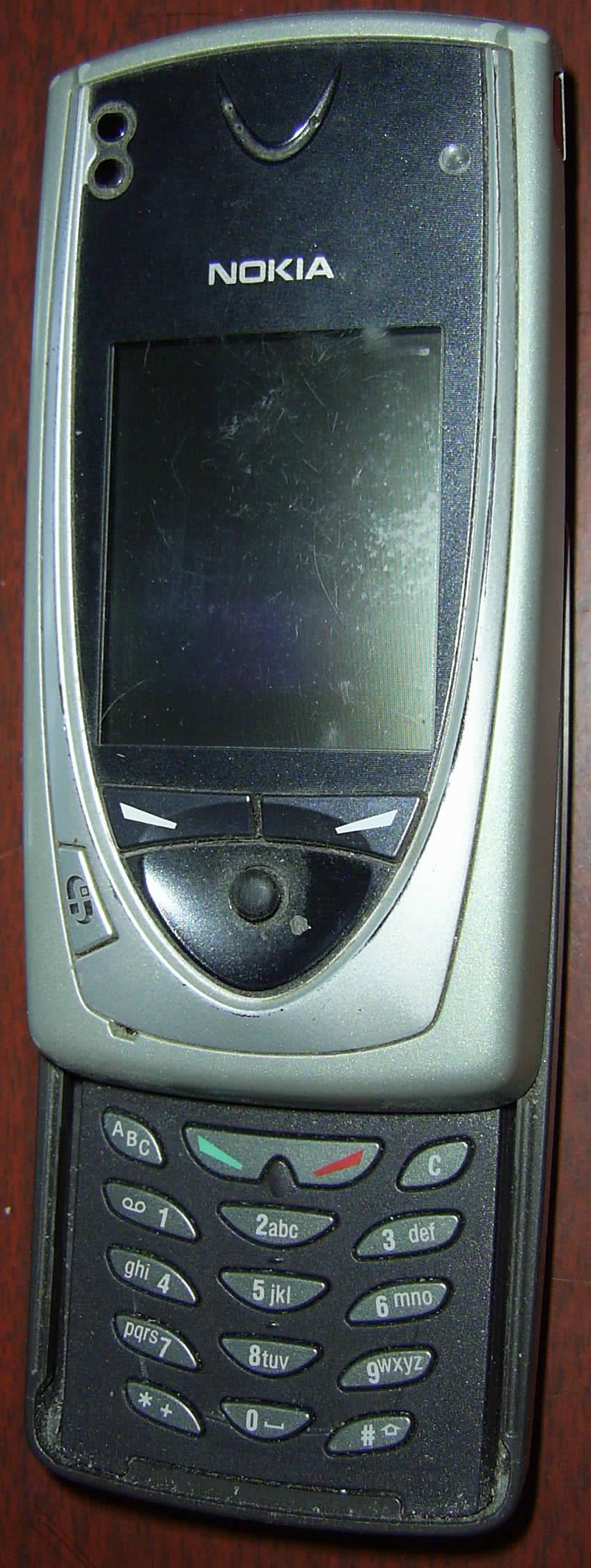
Nokia 7650 il primo videofonino

L'evoluzione delle fotocamere nella seconda metà del secolo fino al 2000, subì uno sviluppo tumultuoso. Sviluppo che indusse due linee strategiche riconducibili allo sviluppo tecnologico e allo sviluppo commerciale delle varie tecnologie presenti nei modelli che le aziende hanno immesso sul mercato. Aziende, che in molti casi, a seguito dello sviluppo di anni precedenti e di precedenti fenomeni di fusione e accorpamento aziendale ha portato alla creazione di vere e proprie multinazionali. L'elemento che ha tecnologicamente segnato lo sviluppo delle fotocamere a partire dagli anni 60, è stata l'introduzione dell'elettronica in modo sempre più pervasivo, cosa che ha reso la fotografia sempre più alla portata di tutti, anche e soprattutto per la riduzione dei costi che questa ha comportato. Ciò fino ad arrivare alle moderne fotocamere che di meccanico non hanno praticamente più nulla. Parallelamente si sono affacciate sul mercato grandi multinazionali dell'elettronica che hanno invaso il mercato delle macchine fotografiche; tra esse: la Panasonic nel 2001 con il marchio Lumix, la Sony già nel 1996 e la coreana Samsung.
Il secondo elemento che nello stesso periodo ha caratterizzato la produzione delle fotocamere è quello di tipo commerciale; infatti è stata maggiore la necessità di rendere più miniaturizzate e portatili le fotocamere anche per ambiti di tipo professionale. Osserviamo, infatti, come le reflex di alta gamma vengono oggi usate per scopi di tipo professionale in sostituzione di fotocamere più complesse ed ingombranti fino a ieri preferite dai professionisti. Queste due spinte (la commerciale e la tecnologica), in modo congiunto, a partire dal 2000 hanno portato a far sì che la fotografia basata sulla pellicola sia morta a tutto vantaggio della tecnologia digitale. Tecnologia digitale che ha fatto sì, anche grazie al sempre più diffuso utilizzo di strumenti tipo lo smartphone, di andare verso una universalità della fotografia, che ha raggiunto numeri impressionanti impensabili solo un decennio fa, basti ricordare che nel 2000, le fotocamere digitali vendute erano 10 milioni e nel 2010 oltre 140 milioni. Fu la finlandese Nokia nel 2002 a commercializzare il primo cellulare dotato di fotocamera integrata: il 7650.
Insieme alle aziende classiche produttrici di fotocamere e quelle di elettronica si sono affacciate in questo immenso mercato le aziende tipo la Nokia o la Apple che con i videofonini hanno veramente divulgato la foto a tutti i livelli facendo nascere nuove mode fotografiche: selfie. Di contro aziende storiche sono scomparse o si sono drammaticamente riconvertite in altre produzioni basti ricordare per tutte la Polaroid e la Kodak.

### XXI secolo

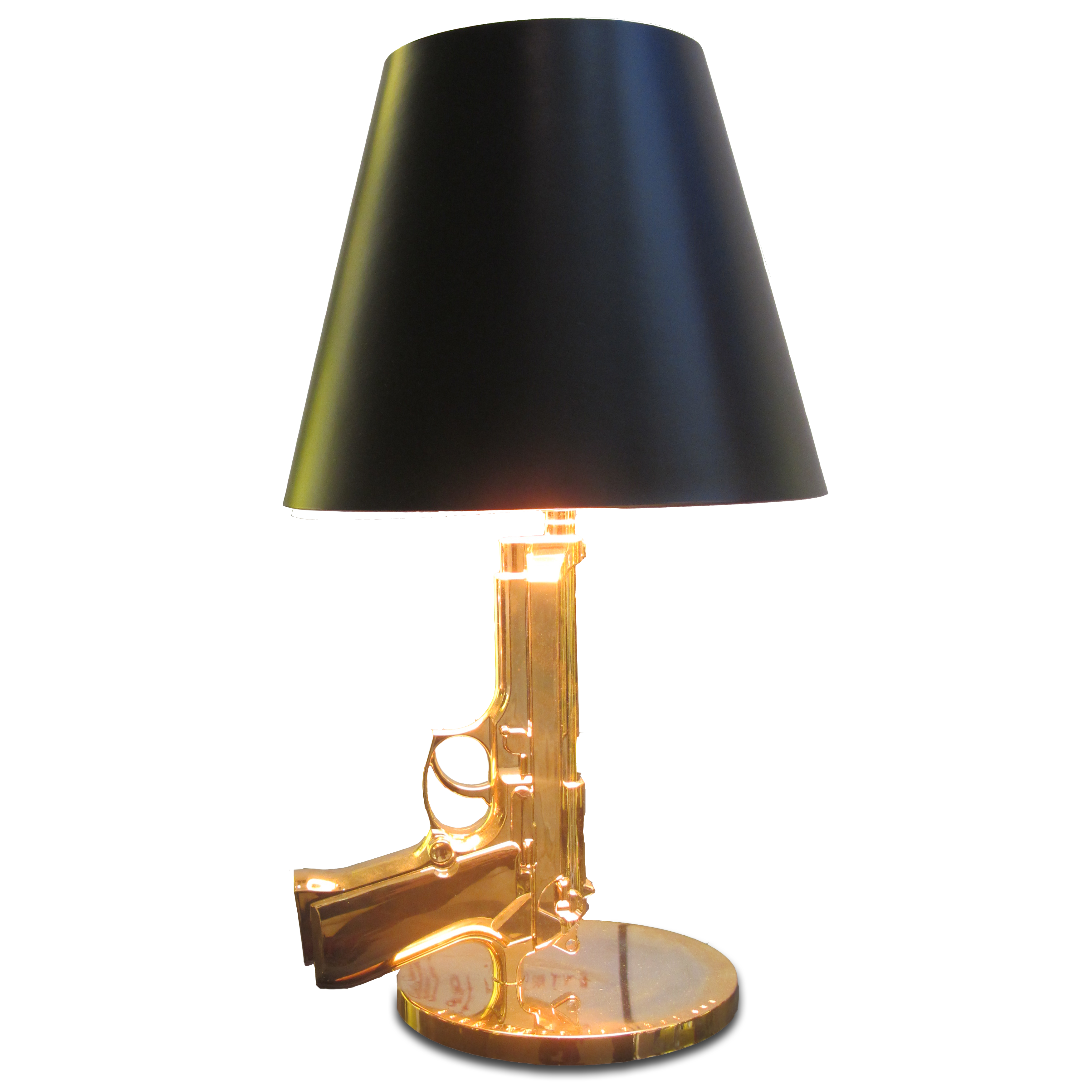
Immagine elaborata con Adobe Photoshop CS

Dal 2000 in poi ha avuto luogo una crisi irreversibile della fotocamera e della fotografia basata sulla pellicola, a tutto vantaggio delle fotocamere basate sulla tecnologia dei sensori elettronici. La crisi della fotografia è stata una crisi tecnologica ma anche epistemologica, infatti, se prima la foto era un manufatto testimone della realtà affidabile e facilmente distinguibile da altri tipi di immagini, oggi la fotografia ha raggiunto una dimensione dove è difficile distinguere l'immaginario dalla realtà. Le due dimensioni si sono mescolate al punto che non è facile stabilire il limite dell'una e dell'altra. Tuttavia, la fotografia resta quello che è sempre stata, ovvero un documento della realtà, e tuttora utilizzata anche in sede legale, come prova.
Ovviamente, l'estrema facilità e la possibilità di produrre una elaborazione elettronica delle immagini catturate, grazie agli strumenti di fotoritocco in post-produzione, cessa di essere fotografia, e come nuova entità visiva (immagine grafica),  inizia a contemplare anche altre forme di comunicazione.
(Marco Rovere)
Va comunque ricordato come il funzionamento di una fotocamera digitale, sia del tutto uguale a quello di una fotocamera a pellicola, infatti hanno entrambe un obiettivo, un diaframma che parzializza la luce passante e un otturatore che controlla la durata dell'esposizione alla luce, e tutto il resto che le caratterizza come fotocamere.

## Descrizione

### Struttura
Tutte le fotocamere sono composte da diversi componenti fondamentali, in genere almeno quattro:
1. Camera oscura – parte principale per contenere la luce, che solitamente costituisce anche il corpo e tiene insieme tutti gli altri componenti.
2. Obiettivo – dispositivo per formare l'immagine da fotografare sul sensore (chimico o elettronico). Può essere stenopeico, diottrico, catottrico o catadiottrico, ed avere un diaframma per controllare la quantità di luce[26], e in alcuni casi avere anche un otturatore centrale per controllare il tempo di esposizione del sensore.
3. Sensore – piano di ripresa dell'immagine ottica, che diventerà la fotografia. Spesso c'è davanti un otturatore della luce
4. Mirino – dispositivo di puntamento per decidere l'inquadratura prima della ripresa.

Gli altri elementi sono o possono essere, in base alle tipologie:
PentaprismaElemento comune a molte fotocamere reflex a pellicola e digitali. Il pentaprisma a tetto è impiegato nel mirino delle reflex per raddrizzare l'immagine speculata destra-sinistra e deviarla di 90° verso l'occhio del fotografo, allineando l'asse ottico del oculare a quello del obiettivo.
Sistema messa a fuocoElemento delle fotocamere presente sia nelle fotocamere più antiche che in quelle più moderne.
Messa a fuoco pesataCaratteristica delle moderne fotocamere.
AutofocusCaratteristica delle moderne fotocamere.
Sistema di avanzamento immaginiElemento delle fotocamere presente sia nelle fotocamere più antiche che in quelle più moderne.
ContaposeElemento delle fotocamere presente sia nelle fotocamere più antiche che in quelle più moderne.
EsposimetroElemento assente nelle fotocamere più antiche, presente (incorporato) in quelle più moderne, pur non in tutte.
Esposizione automaticaCaratteristica delle moderne fotocamere.
Misurazione TTLCaratteristica delle moderne fotocamere.
Dorso amovibileDispositivo che può contenere pellicola piana o in rullo, presente in apparecchi di grande e di medio formato, antichi o moderni, come nei modelli Hasselblad.

### Funzionamento

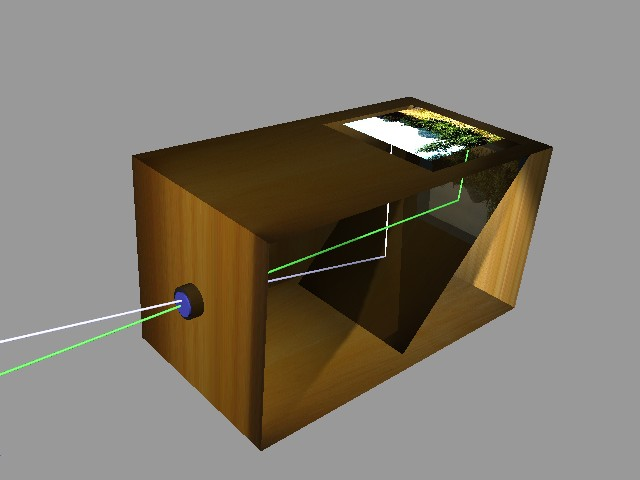
Schema di una camera oscura

La fotocamera più nota e diffusa lavora con la porzione dello spettro elettromagnetico visibile (la luce). Ma esistono fotocamere che lavorano con altre porzioni dello spettro elettromagnetico o differenti forme di energia, riflesse, emesse, diffuse, trasmesse dall'oggetto da rappresentare. A questi due elementi basilari, nella stragrande maggioranza dei casi si aggiunge la parte diottrica (lenti) o catadiottrica (specchi), che va a costituire l'obiettivo fotografico.
La prima apertura, di dimensioni stabilite dal diaframma, è controllata da un meccanismo (l'otturatore), mentre la parte relativa alla registrazione dell'immagine è costituita da un sensore fotosensibile, che può essere una pellicola, o lastra fotografica (macchine fotografiche tradizionali) o un sensore digitale (CCDs dall'inglese Charge-coupled devices) o (CMOS dall'inglese Complementary metal-oxide semiconductor) (fotocamere digitali).

#### Esposizione

Interno di una fotocamera SLR a film

Mentre il diaframma controlla la quantità di luce che entra nella camera durante la ripresa, l'otturatore controlla la durata del tempo durante il quale la luce colpisce la superficie di registrazione.
Apertura del diaframma e tempo d'otturazione determinano quindi la quantità di radiazione in entrata e di conseguenza, un corretto rapporto tra essi fornisce la giusta esposizione.
Per esempio, in situazioni di luce scarsa, si può usare un diaframma molto aperto oppure un maggior tempo di esposizione per catturare anche la poca luce presente; in caso di forte luce, analogamente, si ridurranno i tempi e/o si chiuderà il diaframma.
Questo fenomeno non vale linearmente che per un intervallo definito di tempi e di diaframmi (da pochi secondi a circa 1/1000, e da un diaframma f/1,1 a circa f/22 nel caso delle pellicole a media sensibilità); al di fuori di questo ambito, la risposta tenderà a non essere più proporzionale, nonché differente per le diverse lunghezze d'onda.
Interverranno altri fenomeni, di cui i più noti sono l'effetto Schwarzschild, o il difetto di reciprocità o (Reciprocity failure), e i fenomeni di diffrazione di cui si dovrà tener conto in tutti quei casi (fotografia notturna, astrofotografia, ad esempio, o l'uso di diaframmi molto chiusi) in cui si esce da questo intervallo di risposta lineare.
I valori d'esposizione devono essere scelti anche in base al valore ISO della pellicola fotografica o del sensore fotografico, infatti una pellicola con un valore ISO elevato o un sensore digitale impostato su un valore maggiore, hanno un tempo di reazione maggiore alla luce, il che permette l'uso della fotocamera in condizioni di luce minore o di usare tempi di risposta maggiori, ma come contro si ha un aumento del rumore/grana dell'immagine.

#### Messa a fuoco

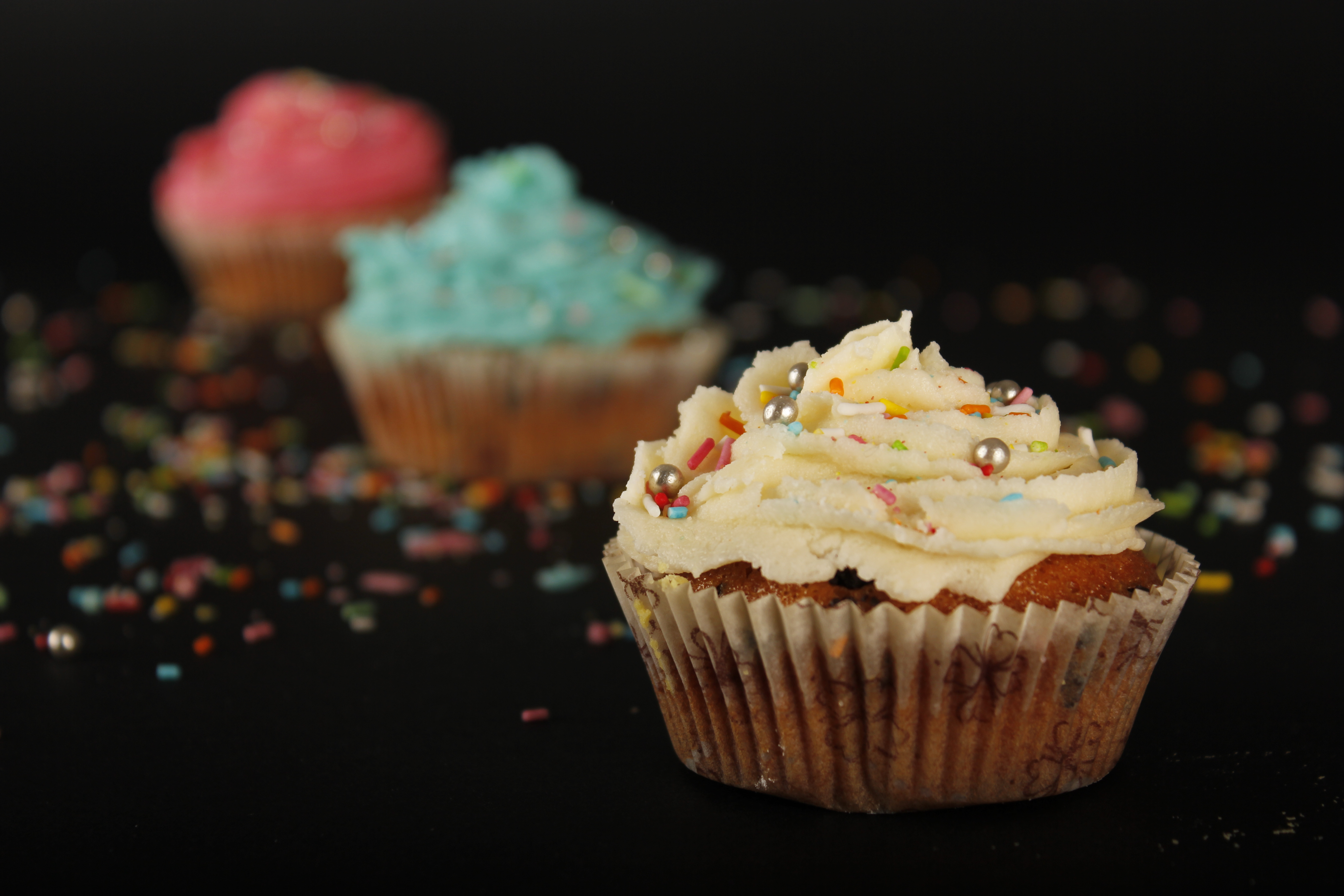
Messa a fuoco selettiva

L'apparato fotografico necessita che sull'elemento sensibile, l'immagine reale che si andrà a formare venga focalizzata (Messa a fuoco) in maniera opportuna, concentrando la radiazione sul piano focale.
Ci sono vari sistemi per mettere a fuoco l'immagine in modo accurato, a seconda del tipo di macchina fotografica.
Le fotocamere più semplici utilizzano, combinandoli, più accorgimenti per ottenere il fuoco fisso, come un'apertura del diaframma molto ridotta e obiettivi di tipo grandangolare per ottenere la messa a fuoco sulla distanza iperfocale ovvero per fare in modo che tutto ciò che è compreso in un certo intervallo (tipicamente fra tre metri e l'infinito) sia ragionevolmente a fuoco.
È il tipo di messa a fuoco usato nelle macchine fotografiche monouso, nelle macchine fotografiche economiche, nelle fotocamere dei telefoni cellulari.
L'intervallo tra la distanza minima e massima dalla macchina fotografica entro la quale i soggetti della foto sono a fuoco è definita profondità di campo.
La maggior parte delle fotocamere utilizza invece obiettivi a fuoco variabile, cambiando quindi la geometria del sistema, per esempio muovendo avanti e indietro sull'asse l'ottica, o parte di essa. Per mettere a fuoco l'immagine. Questa operazione può essere effettuata manualmente o può essere svolta automaticamente - in fotocamere a ciò abilitate - grazie alla funzione di autofocus.
Le fotocamere a telemetro permettono di controllare visivamente il fuoco per mezzo di una unità di parallasse accoppiata e posta sopra il corpo macchina.
Le macchine fotografiche reflex ad obiettivo singolo (SLR) utilizzano le lenti dell'obiettivo e uno specchio per proiettare l'immagine su un vetro smerigliato che, visualizzato nel mirino, permette di definire la giusta inquadratura e messa a fuoco, aiutandosi con alcuni dispositivi ottici integrati nel vetro smerigliato, tipicamente lo stigmometro a immagine spezzata e la corona di microprismi.
Le fotocamere reflex a doppio obiettivo (TLR) o biottiche, utilizzano un obiettivo per proiettare attraverso uno specchio l'immagine su un mirino di messa a fuoco e l'altro per proiettare l'immagine sulla pellicola; i due obiettivi sono accoppiati in modo che se l'immagine è a fuoco nel mirino, lo è anche sulla pellicola.
Il banco ottico (fotocamera di grande formato) utilizza un vetro smerigliato che viene sostituito, al momento dell'esposizione, da una lastra fotografica.

#### Correzione automatica dell'immagine
Caratteristica delle moderne fotocamere.

## Tipologia

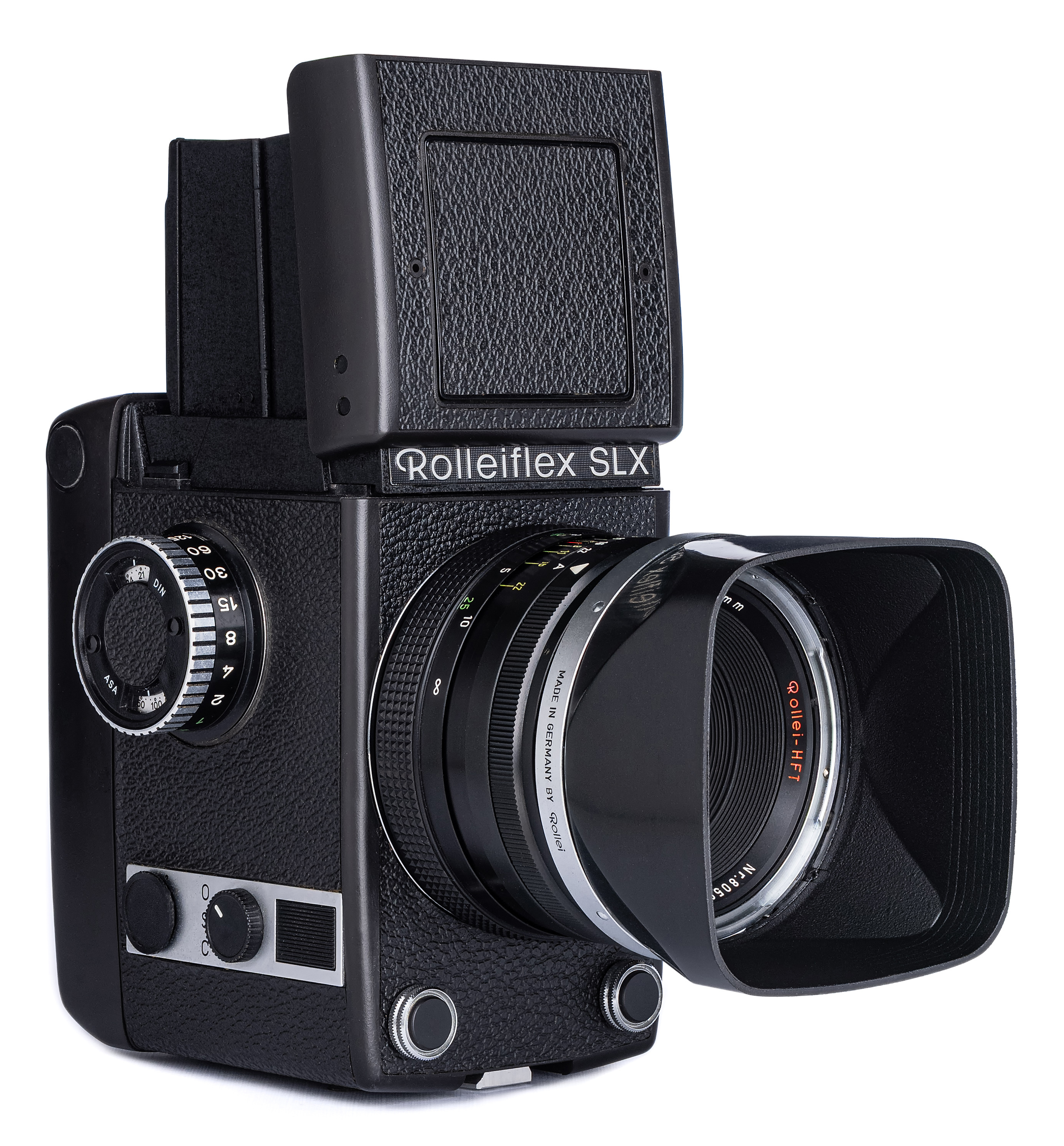
Reflex SLR, medio formato (120)

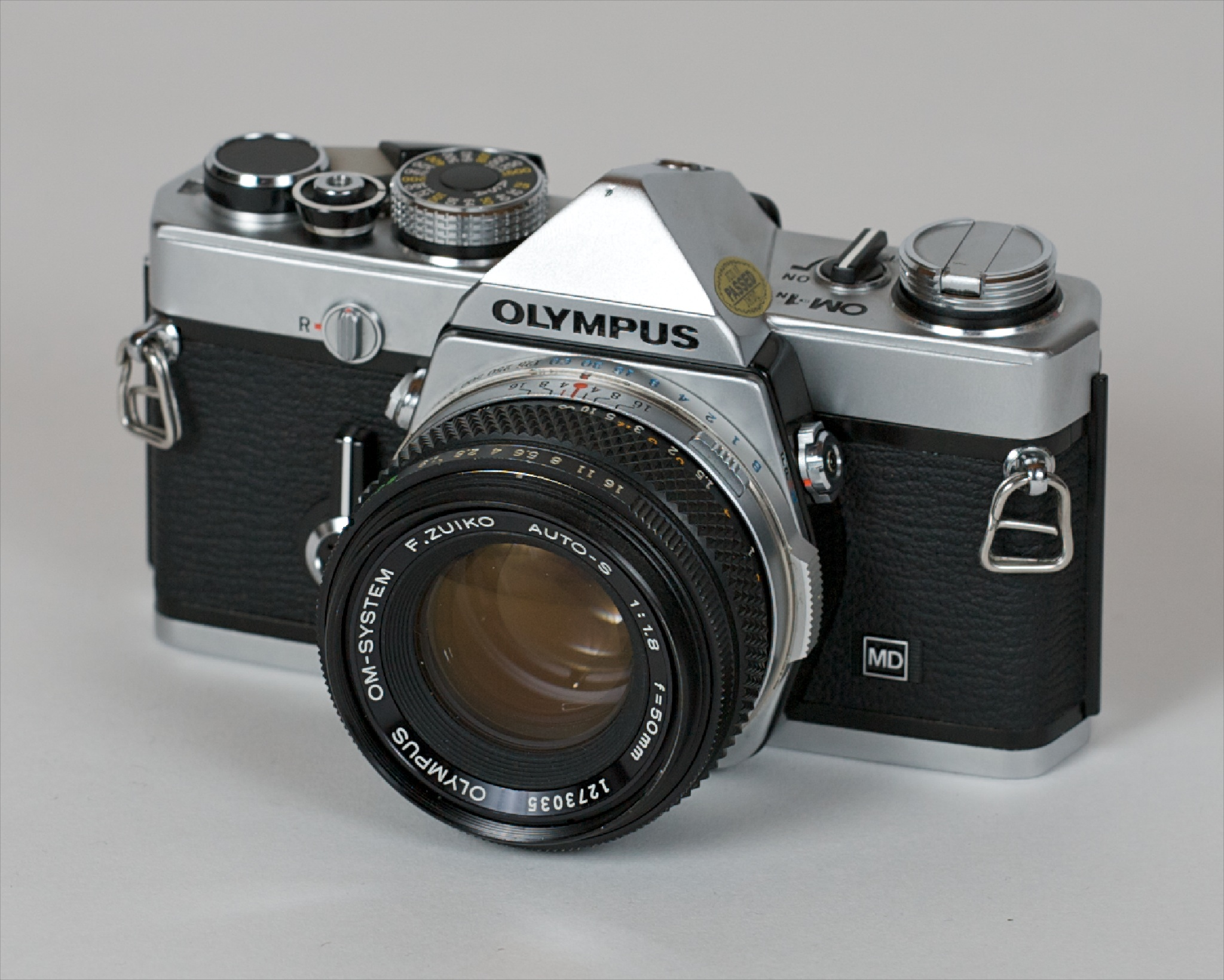
Fotocamera a pentaprisma di piccolo formato (135) Olympus OM-1

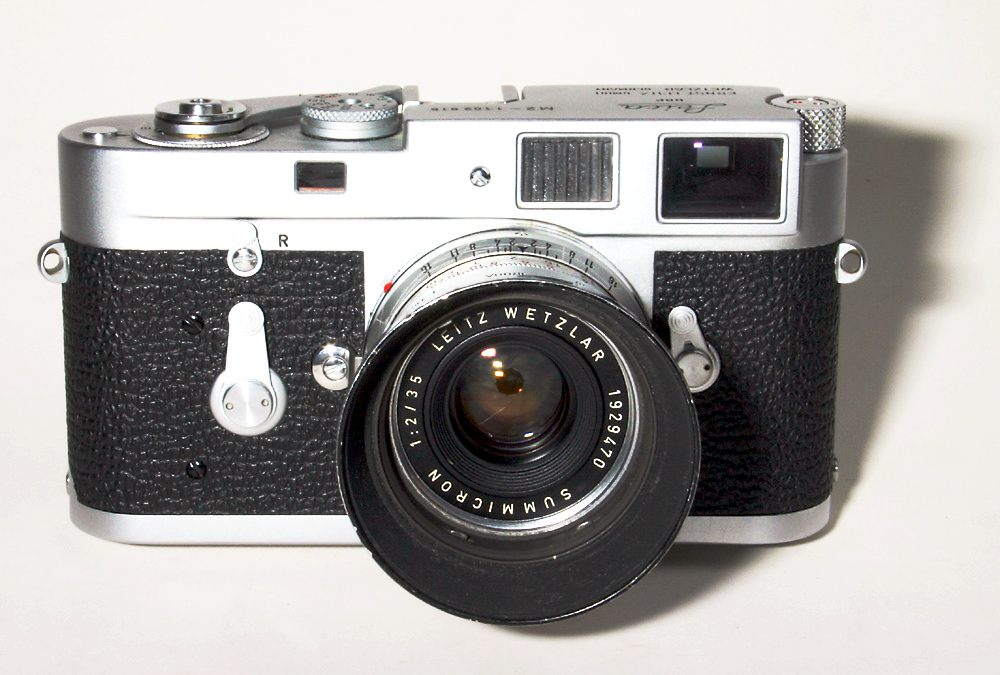
Fotocamera a telemetro di piccolo formato (135) Leica M2

Possiamo idealmente suddividere gli apparecchi fotografici secondo diversi criteri, il più macroscopico dei quali si basa sul tipo di elemento sensibile (sensore), che può essere "chimico" (pellicola) o "elettronico" (sensore digitale), entrambi basati sulle reazioni innescate dalla radiazione incidente della luce.
Attualmente, sulla base di questo criterio, si hanno due categorie:

### Fotocamere a pellicola
Le fotocamere tradizionali catturano la luce su una pellicola fotografica o su una lastra fotografica o su altri supporti emulsionati. Più o meno correttamente e simpaticamente, vengono oggi dette anche "fotocamere analogiche" o "a pellicola argentea" o "a film", ecc. e sono basate sulla chimica del processo fotografico.
La fotografia è nata (1840) e si è sviluppata con questa tipologia di dispositivi, per cui sono state le tipiche fotocamere fino agli anni 2000, quando entrò il sistema digitale per sostituire il sistema chimico.
Ancora oggi vengono usate varie tipologie di "fotocamere chimiche", per vari usi, anche solo per passione, e come per i dischi in vinile, sarà un tipo di fotografia che (probabilmente) non morirà mai.

### Fotocamere digitali
Le fotocamere digitali sono basate su elementi sensibili elettronici a tecnologia digitale ormai di diversificate caratteristiche, dalle minuscole apparecchiature di pochi centimetri, a apparati da studio ad alta risoluzione con sensori linear array. Poche, limitate a settori specifici e generalmente superate le tecnologie elettroniche analogiche. Sono diventate negli anni 2000 le fotocamere che hanno raggiunto la più ampia diffusione commerciale. Le fotocamere digitali utilizzano, al posto dei supporti tradizionali, un CCD o CMOS, per catturare le immagini che possono poi essere trasferite o archiviate in un dispositivo removibile o nella memoria interna della fotocamera per un utilizzo successivo o per effettuare operazioni di fotoritocco. Alcune fotocamere digitali possono riprendere, oltre a immagini ferme, anche filmati.

### Formati di fotocamere
Un altro criterio di categorizzazione, largamente estendibile è quello relativo ai formati e alle caratteristiche generali, indipendentemente dall'elemento sensibile, che in alcuni casi può essere intercambiabile, quindi sia elettronico che chimico.
In questo caso avremo una vasta gamma di apparecchi:
- Fotocamere da studio (banco ottico), di grande formato, a lastra piana o a pellicola di diverse dimensioni, in genere a dorso intercambiabile, anche digitale[53]
- Fotocamere portatili, di grande formato, a soffietto (o folding ), in genere a dorso intercambiabile
- Fotocamere di medio formato, anche folding, digitali o a pellicola,[56] a volte con dorso intercambiabile,[57] e come sotto-categorie:
  - a mirino
  - mirrorless, alcune a mirino galileiano e a telemetro
  - reflex biottica
  - reflex SLR[51]
- Fotocamere di piccolo formato, dove solo poche reflex sono state prodotte come adattabili pellicola/digitale[non chiaro], ugualmente frazionabili in:
  - a mirino[58]
  - mirrorless, alcune a mirino galileiano e a telemetro
  - reflex SLR[51]
- Fotocamere compatte[59]
- Microcamere
- Fotocamere panoramiche, rotanti od a obiettivo rotante
- Fotocamere stereoscopiche
- Fotocamere di uso scientifico e specialistico (medico, ecc)
- Fotocamere a sviluppo istantaneo (Polaroid).[60] Negli anni settanta anche la Kodak inizia la produzione di una fotocamera simile, la Kodak Instant.[61] Dopo aver perso una battaglia di brevetti con la Polaroid Corporation, Kodak ha lasciato il business Instant Camera il 9 gennaio 1986.[62]

Alcune fotocamere hanno dei dispositivi (dorso data) che possono imprimere la data e/o l'ora o altro sullo stesso negativo; negli anni 30 la Kodak brevettò il sistema Kodak Autographic che permetteva con un pennino metallico in dotazione e una finestra sportello di incidere direttamente sulla pellicola.

### Tabella sinottica
Di seguito alcuni dei tipi standard di fotocamere:
| Tipo                                | Sensore   | Sensore             | Sistema di visione                                                                                                  | Rigidità                                                                                    | Sistema di messa a fuoco | Obiettivo                                   | Sistema di misurazione                                                                          | Immagine |
| Tipo                                | Natura    | Dimensione          | Sistema di visione                                                                                                  | Rigidità                                                                                    | Sistema di messa a fuoco | Obiettivo                                   | Sistema di misurazione                                                                          | Immagine |
| ----------------------------------- | --------- | ------------------- | --- | ------------------------------------------------------------------------------------------- | --- | ------------------------------------------- | ----------------------------------------------------------------------------------------------- | -------- |
| SLR o reflex                        | qualunque | qualunque           | visione reflex attraverso l'obiettivo                                                                               | solitamente rigida                                                                          | reflex messa a fuoco manuale o automatica                                                                                                | solitamente intercambiabile                 | qualunque                                                                                       |          |
| TLR o biottiche a pozzetto          | pellicola | qualsiasi           | visione reflex attraverso un secondo obiettivo                                                                      | solitamente rigido                                                                          | messa a fuoco manuale | solitamente fisso                           | esposizione manuale o con tutti parametri                                                       |          |
| Fotocamera punta e scatta           | qualsiasi | maggiore di 18×24mm | visione attraverso l'ottica o schermo LCD                                                                           | rigida o girevole                                                                           | autofocus o fuoco fisso | non intercambiabile (a focale fissa o zoom) | esposizione automatica o nessun controllo dell'esposizione con singola velocità dell'otturatore |          |
| Fotocamera giocattolo o Toy camera  | qualsiasi | maggiore di 18×24mm | visione attraverso l'ottica                                                                                         | rigida o girevole                                                                           | fuoco fisso | non intercambiabile                         | esposizione nessun controllo dell'esposizione con singola velocità dell'otturatore              |          |
| Fotocamera a telemetro              | qualsiasi | qualsiasi           | mirino ottico con telemetro sovrapposto o separato                                                                  | rigida o pieghevole                                                                         | manuale | fisso o intercambiabile (no zoom)           | qualsiasi                                                                                       |          |
| Fotocamera a mirino                 | pellicola | qualsiasi           | visione interna o esterna o vetro smerigliato indietro                                                              | rigido o telescopico                                                                        | con simboli di distanza o nessun aiuto nella focalizzazione                                                                              | solitamente fisso                           | qualsiasi                                                                                       |          |
| Fotocamera a cassetta               | pellicola | qualsiasi           | interno che riflette il tipo di visione o cornice nel mirino o mirino ottico telescopico o vetro posteriore a terra | rigida                                                                                      | vetro posto sul posteriore fatto a casetta scorrevole, vetro smerigliato con lente di messa a fuoco, o nessun aiuto nella focalizzazione | fisso                                       | nessuno                                                                                         |          |
| Fotocamera a soffietto o pieghevole | pellicola | qualsiasi           | a riflessione con mirino ottico interno o vetro posteriore o cornice del mirino                                     | pieghevole                                                                                  | con telemetro o con vetro smerigliato o senza nessun aiuto di messa a fuoco                                                              | fisso o intercambiabile (no zoom)           | qualsiasi                                                                                       |          |
| Fotocamera subminiatura             | qualsiasi | inferiore a 18×24mm | qualunque | qualsiasi                                                                                   | qualsiasi | qualsiasi                                   | qualsiasi                                                                                       |          |
| Banco ottico                        | qualsiasi | qualsiasi           | vetro smerigliato posteriore                                                                                        | a riflessione con mirino ottico interno o vetro smerigliato posteriore o cornice del mirino | vetro smerigliato posteriore | intercambiabile                             | nessuno                                                                                         |          |
| Fotocamera stenopeica               | qualsiasi | qualsiasi           | qualsiasi | qualsiasi                                                                                   | qualsiasi | fori stenopeici (fori a diametro variabile) | nessuno                                                                                         |          |
| Pressfotocamera                     | qualsiasi | qualsiasi           | qualsiasi | qualsiasi                                                                                   | qualsiasi | fisso o intercambiabile                     | qualsiasi                                                                                       |          |
| Fotocamera panoramica               | qualsiasi | qualsiasi           | qualsiasi | solitamente rigida                                                                          | manuale | fisso                                       | fisse                                                                                           |          |
| Fotocamera stereoscopica            | pellicola | pellicola           | reflex o mirino | solitamente rigida                                                                          | manuale | fisso x 2                                   | qualsiasi                                                                                       |          |

### Fotocamere particolari

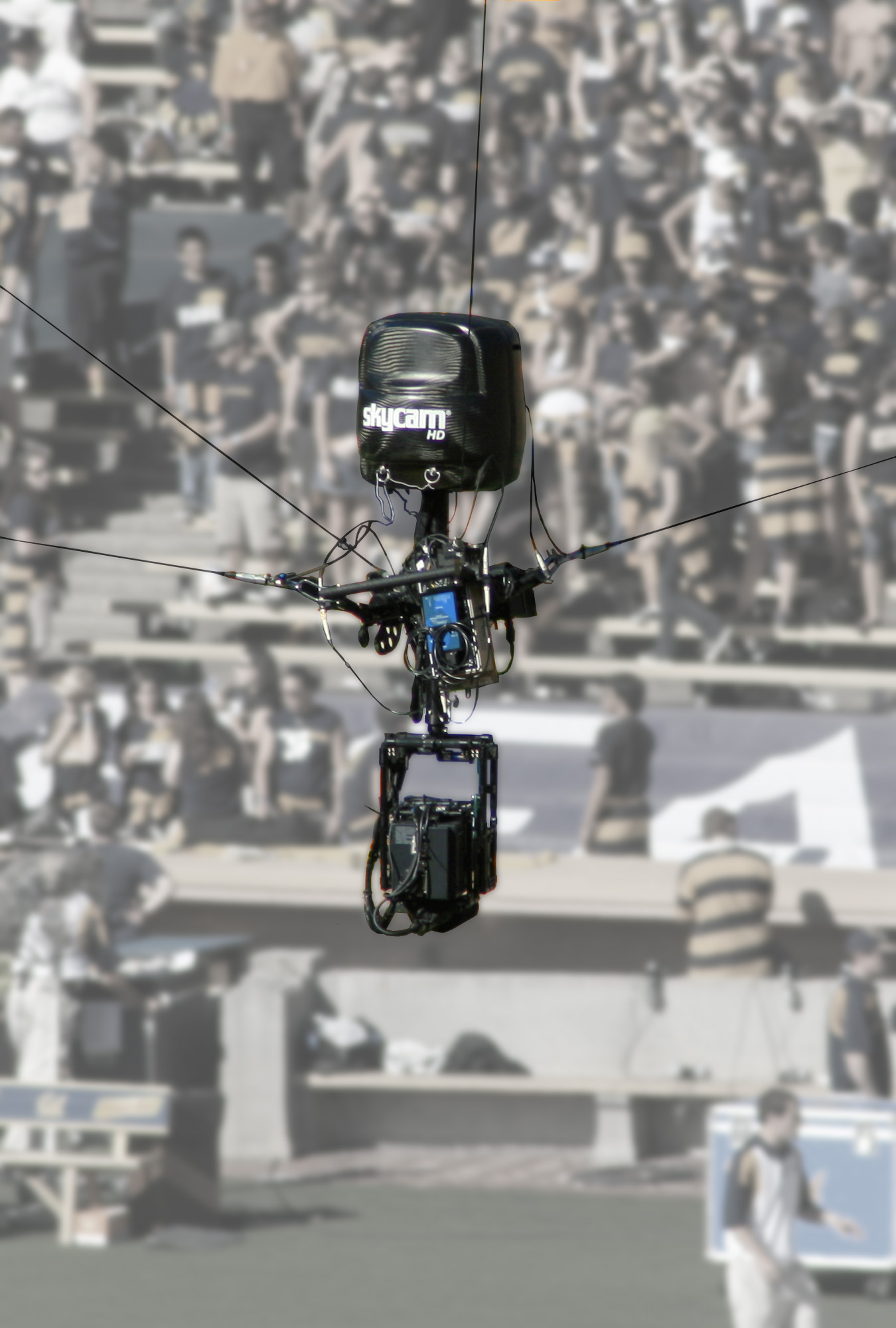
Una Skycam durante una partita di football americano

#### Fotocamere comandate a distanza
In genere sono fotocamere comuni che si caratterizzano per la possibilità di essere comandate da meccanismi posti a distanza, ciò permette di riprendere soggetti non altrimenti fotografabili. Gli usi di queste camere sono riservate alle situazioni in cui il fotografo deve riprendere soggetti da diverse angolazioni oppure in modo da non essere presente sul luogo dello scatto; questi sistemi sono molto popolari nella fotografia sportiva e nella fotografia naturalistica. Queste fotocamere remote possono essere attivate via trigger con comandi manuali o con trasmettitori radio, o con l'autoscatto incorporato nella fotocamera.
Le macchine fotografiche di questo tipo includono le Trail Camera, fotocamere di sorveglianza usate nei boschi per fotografare animali selvatici come lupi e cinghiali per studiare le loro abitudini. La fotocamera è attivata da sensori di movimento.
Un altro tipo di fotocamere a distanza sono le Skycam stabilizzate su cavo sospeso, controllate con un computer. Il sistema è manovrato attraverso le tre dimensioni nello spazio aperto grazie a cavi sospesi in aria ad opportuna altezza su una superficie di gioco di uno stadio o di un'arena.

Bencini Koroll marine

#### Fotocamere subacquee
La fotocamera subacquea è un particolare tipo di fotocamera o custodia progettata per l'uso in ambienti acquatici in modo subacqueo; la custodia è chiamata in inglese housing (alloggio). Le custodie stagne hanno avuto un iniziale sviluppo artigianale per poi, in qualche caso, diventare oggetto di produzione in serie, alcune fotocamere sono nate intrinsecamente impermeabili e non richiedono custodie per renderle impermeabili.

#### Fotocamere plenottiche
La fotocamera plenottica è un tipo di fotocamera che utilizza una matrice di microlenti per catturare informazioni in 4D sul campo luminoso di una scena. Queste informazioni possono essere usate per migliorare la soluzione di problemi legati alla computer grafica e alla visione artificiale.

#### Fotocamere per oscilloscopi

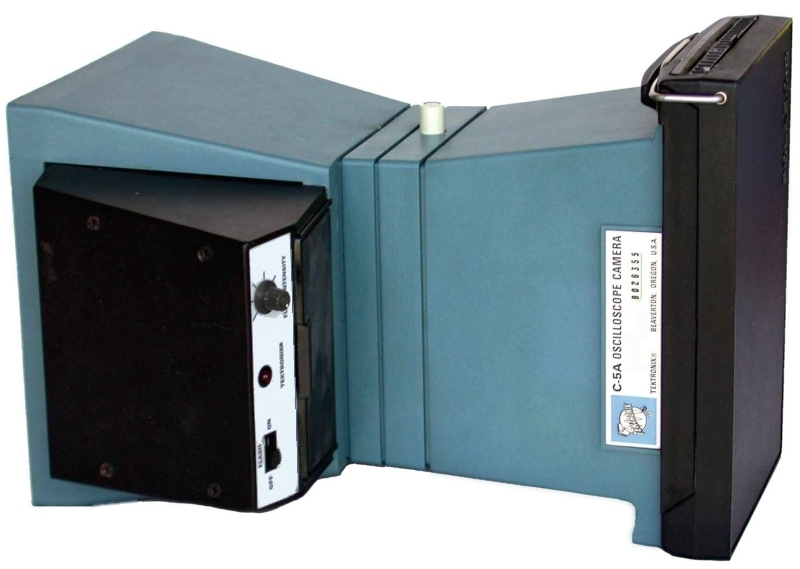
Fotocamera con dorso Polaroid Tektronix C.5

La fotocamera per oscilloscopio o in inglese oscilloscope camera, è un tipo di fotocamera scientifica destinata alla registrazione fotografica delle tracce video degli oscilloscopi. Ciò quando viene richiesto, per vari motivi scientifici e tecnologici, di registrare immagini di forma d'onda prodotte da un oscilloscopio o per conservare tracce delle stesse.
La fotocamera per oscilloscopio solitamente è costituita dal gruppo di visione, dal gruppo formato dall'otturatore-diaframma-lente e dal magazzino porta-pellicole.
Questo tipo di fotocamere viene applicata direttamente sul display dell'oscilloscopio.

#### Fotocamere per fotogrammetria

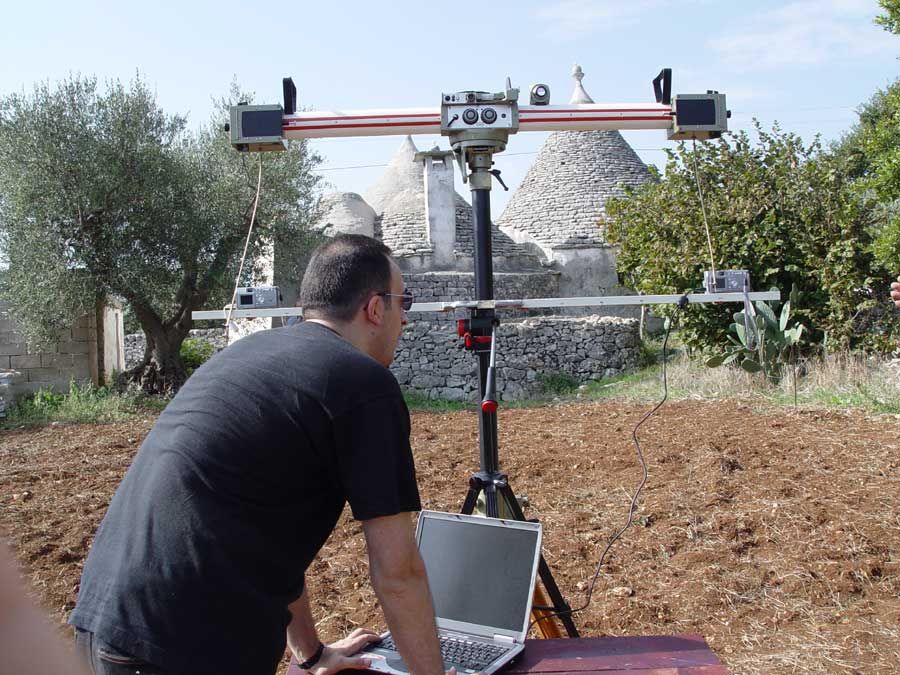
Confronto tra camere stereometriche analogiche e digitale

La fotogrammetria è la tecnica che permette grazie ad immagini fotografiche di un oggetto di poterne ricavarne le dimensioni; inoltre, correggendo le distorsioni dei fotogrammi permette di trasformare le immagini ottenute dell'oggetto in una proiezione ortogonale.
La fotogrammetria utilizza la stereoscopia quale tecnica che consente di rilevare forma, posizione e dimensioni di un oggetto mediante una coppia di fotogrammi stereometrici, cioè una coppia di fotografie ottenute con una particolare fotocamera stereoscopica chiamata camera stereometrica, e che vengono osservate attraverso particolari tipi di stereoscopio, quali lo stereoscopio a specchi e lo stereoscopio a ingrandimento variabile, e di misura, quali lo stereomicrometro.
Questa tecnica viene utilizzata in cartografia, topografia e in architettura.
Esiste, infatti, la fotogrammetria aerea che permette di ottenere immagini del territorio grazie a fotocamere installate su aeromobili e la fotogrammetria terrestre invece utilizza fotocamere che fotografano oggetti da terra, i soggetti di solito sono parti di edifici.

#### Fotocamere per usi medici
Tra le fotocamere per usi medici spiccano per diffusione le fotocamere per odontoiatria. Queste fotocamere di solito usano obiettivi di tipo macro con sistemi di illuminazione di tipo flash anulare o simili. I sistemi digitalici hanno migliorato la capacità di conservazione e archiviazione delle immagini prodotte. Si prestano a questo tipo di utilizzo diversi tipi di fotocamere dalle semplici compatte alle più ingombranti reflex, che permettono di scegliere obbiettivi diversi. Le maggiori aziende fotografiche producono questo tipo di fotocamere.
Di solito, per una buona foto, si cerca di usare il diaframma più chiuso possibile per ottenere la maggior profondità di campo.
Un'altra recente applicazione della fotografia in medicina è l'uso della capsula endoscopica che permette di effettuare fotografe direttamente dal lume intestinale, ponendosi come alternativa ad indagini di tipo radiologico. Essa è particolarmente utile nella diagnosi di malattie infiammatorie dell'intestino e non solo.
Altri usi della macchina fotografica sono tipici della medicina forense o medicina legale.

#### Fotocamere per termografia

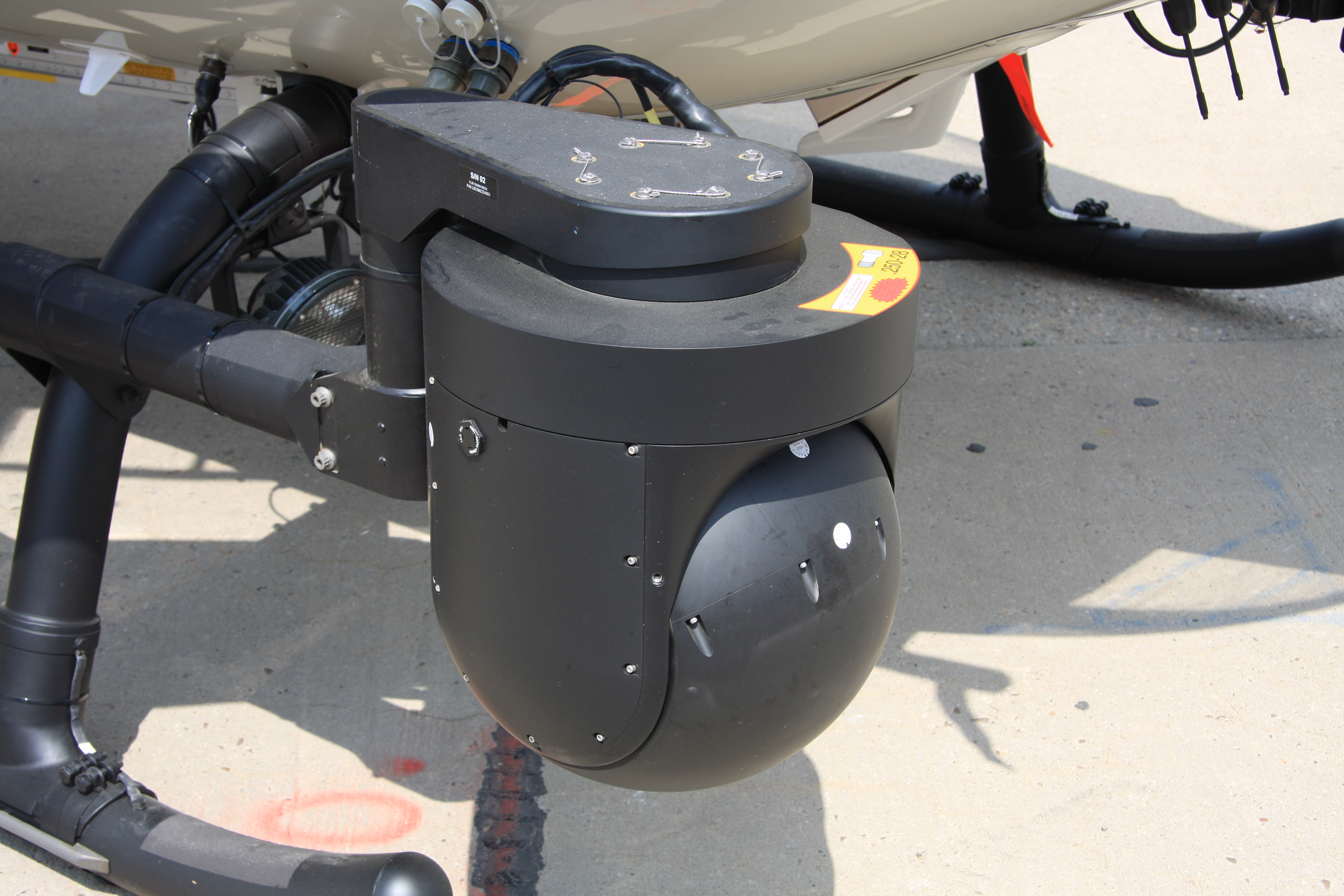
La telecamera termografica di un elicottero Eurocopter EC 135 elicottero della polizia federale tedesca

Una termocamera, o telecamera a infrarossi, è un dispositivo che crea un'immagine usando la radiazione infrarossa, in modo simile ad una comune macchina fotografica che crea, però, l'immagine usando la luce visibile.
Infatti, la termocamera, invece della gamma 450-750 nanometri della fotocamera a luce visibile, utilizza fotocamere ad infrarossi che operano con lunghezze d'onda fino a 14.000 nm (14 micron). Il loro uso è chiamato termografia.
Originariamente questa tecnologia venne sviluppata per usi militari durante la guerra di Corea, successivamente le telecamere termografiche sono state adottate in altri campi come la medicina e l'archeologia.
Più di recente, la riduzione dei prezzi ha contribuito ad alimentare una diffusione dell'adozione di questa tecnologie di visione a infrarossi. Ottiche avanzate e interfacce software sofisticate continuano a migliorare la versatilità delle moderne telecamere a infrarossi.

#### Fotocamere Autovelox

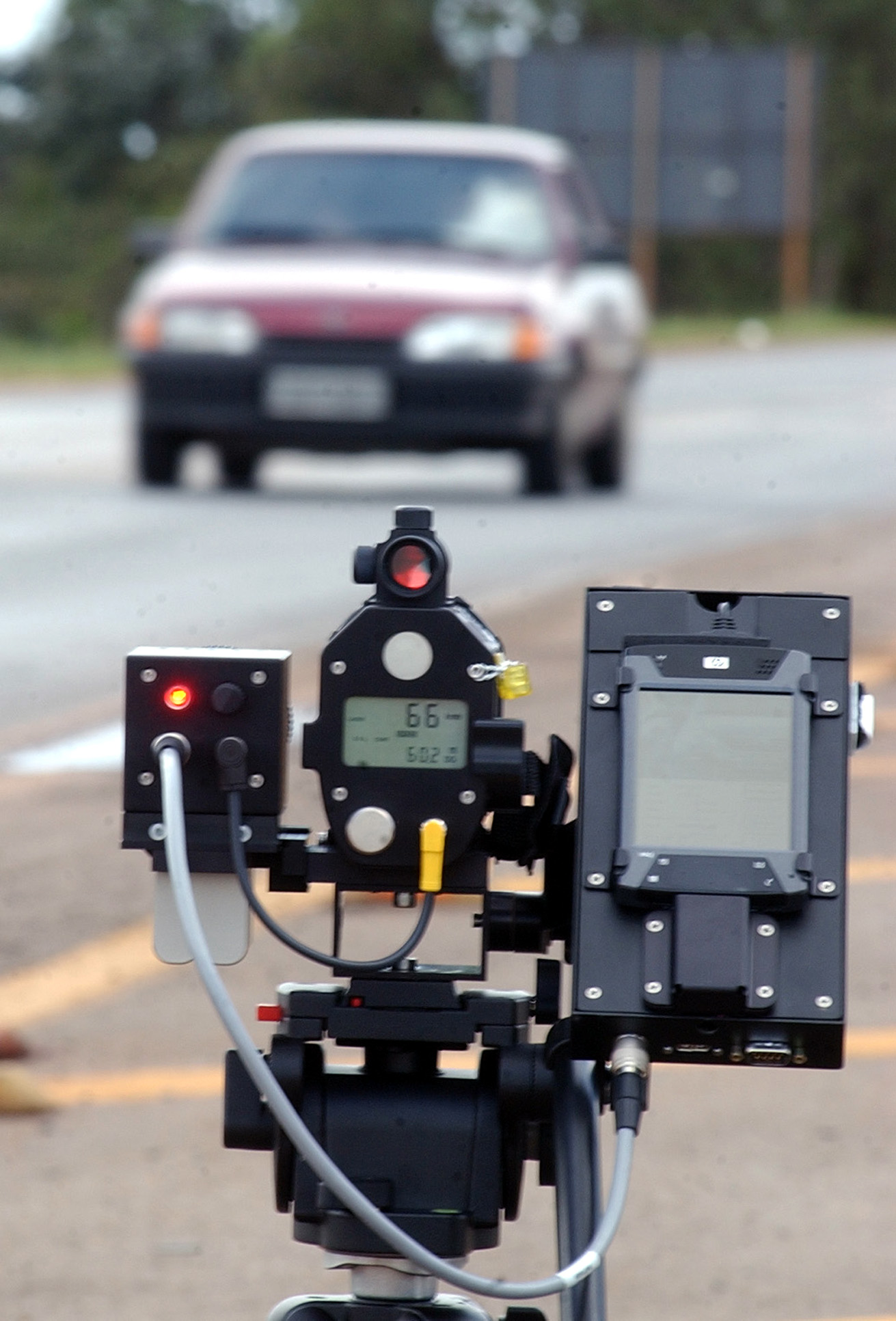
Un autovelox in dotazione alla polizia brasiliana

Le fotocamere autovelox sono particolari macchine fotografiche, che possono essere montate ai lati o sopra una strada oppure essere installate su di un veicolo per rilevare le violazioni al codice della strada, quali ed esempio gli eccessi di velocità, oppure i veicoli che passano non rispettando un semaforo rosso, o per l'uso non autorizzato di una corsia preferenziale, o per la registrazione di veicoli all'interno zona congestionata dal traffico. Possono anche essere collegate ad un sistema di biglietteria automatizzata.

#### Fotocamere ad alta velocità
Una fotocamera ad alta velocità è un dispositivo in grado di esposizioni di immagine superiori a 1 / 1.000 o frame-rate superiori ai 250 fotogrammi al secondo. È utilizzato per la registrazione di oggetti in rapido movimento come immagine fotografica su di un supporto di memorizzazione. Dopo la registrazione, le immagini memorizzate sul supporto possono essere riprodotti in slow-motion.
Gli utilizzi di queste fotocamere sono in vari ambiti: sono spesso utilizzate in produzioni televisive di molti grandi eventi sportivi per il rallentatore instant replay; in ambito scientifico per catturare i movimenti degli animali ad alta velocità, oppure studi di biomeccanica di analisi del movimento. In amito industriale sono usate al fine di caratterizzare gli eventi che accadono troppo velocemente per vedere, ad esempio, cosa accade durante la produzione. In ambito militare sono usate per studiare lo scoppio di ordigni o per studiare il comportamento di vari sistemi di arma.

#### Fotocamere Rapatronic

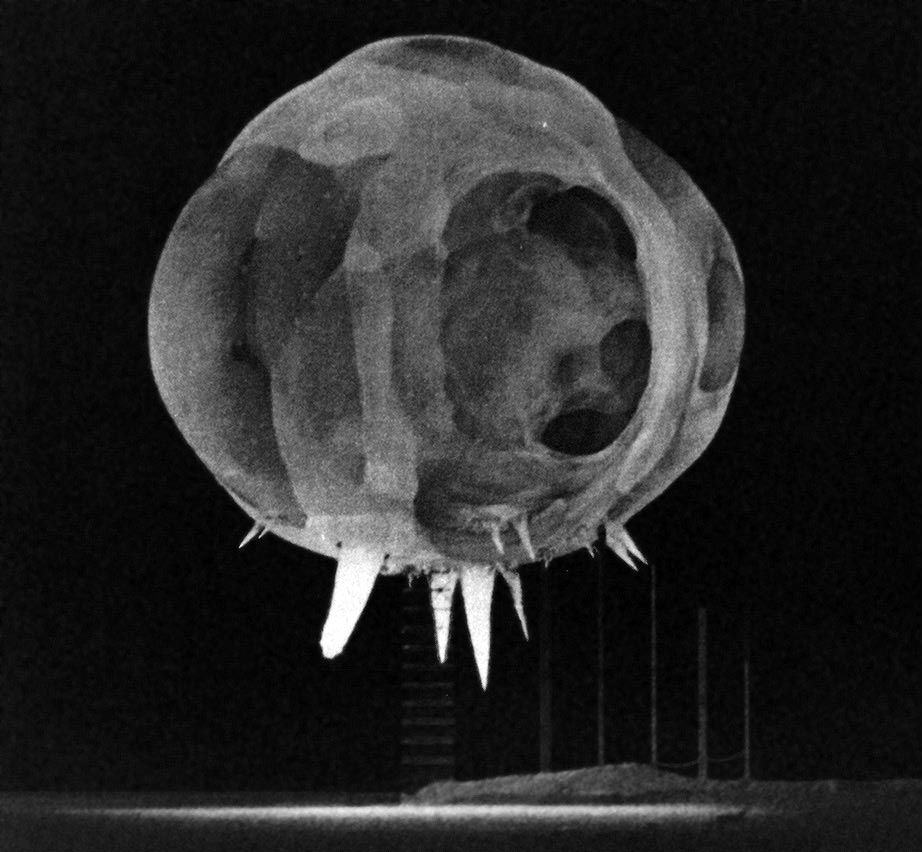
Esplosione nucleare fotografata da fotocamera rapatronic meno di 1 millisecondo dopo la detonazione. Le punte nella parte inferiore della palla di fuoco, che ha un diametro di 20 m, sono note come "rope tricks"

Una particolare fotocamera ad alta velocità è la fotocamera rapatronic è una contrazione di Rapid action electronic, essa è un modello molto particolare di fotocamera, creato negli anni 1940 da Harold Edgerton, Kenneth Germeshausen e Herbert Grier, in grado di produrre immagini in un tempo di soli 10 nanosecondi. Il primo utilizzo di questa particolare fotocamera è stato per studiare gli effetti delle esplosioni nucleari.
Queste fotocamere non possono usare i normali otturatori meccanici, ma utilizzano un sistema di filtri polarizzatori montati con i loro angoli di polarizzazione a 90° fra loro, per bloccare così tutta la luce incidente, esse sono contenuti in una cella di Faraday (o in alcune varianti di una cella di Kerr).
La cella di Faraday si trova tra i due filtri e cambia il piano di polarizzazione della luce che passa attraverso di essa a seconda del livello del campo magnetico applicato, così può agire come un otturatore quando viene eccitato al momento giusto per un brevissimo lasso di tempo, permettendo alla pellicola essere correttamente esposta.
Negli esperimenti di registrazione delle esplosioni atomiche, degli anni 1940, ogni telecamera era in grado di registrare una sola esposizione su un singolo foglio di pellicola. Pertanto, al fine di creare sequenze time-lapse, una serie di 4-10 telecamere di questo tipo sono state programmate per scattare foto in rapida successione. Il tempo medio di esposizione utilizzato è stato di tre microsecondi.

#### Fotocamere Femtografiche
Le fotocamere femtografiche o femtofotografia è un termine riferito alla cattura di immagini ad altissima velocità nell'ordine di pochi picosecondi, o migliaia di femtosecondi.

## Accessori
Le macchine fotografiche possono essere munite nativamente di:
- Stabilizzatore d'immagine, un sistema atto a eliminare gli effetti del tremolio della mano.[87]
- Sensore retroilluminato, sistemi in cui il sensore viene prodotto in modo da poter sfruttare la maggiore quantità di luce possibile, nel caso dei sensori CMOS si ha l'inversione nella disposizione del circuito e del fotosensore, il che permette d'avere immagini più luminose in caso di scarsa illuminazione[88][89]
- EDoF (extended deep of field) fotocamere con messa a fuoco fissa, ma con un'estensione della stessa molto ampia, si distinguono dalle fotocamere con autofocus, per la velocità operativa (non bisogna aspettare la messa a fuoco automatica) e per la messa a fuoco su più piani di profondità, ma anche per la minore efficacia a distanze ridotte (foto in modalità macro a meno di 60 cm) rispetto alle autofocus.
- Autofocus questo sistema permette la messa a fuoco in modo automatico, questa operazione permette la messa a fuoco ottimale senza che l'operatore debba intervenire manualmente come nei sistemi tradizionali. Questa soluzione viene generalmente utilizzata sui piccoli dispositivi, dove per problemi d'ingombri non sarebbe possibile utilizzare un sistema manuale o nei dispositivi non professionali.[90]

I dispositivi con questa funzione possono essere muniti di altre funzioni o caratteristiche:
- - "Macro" che permette di migliorare ulteriormente la messa a fuoco dei soggetti a distanze estremamente ravvicinata.
  - "Messa a fuoco predeterminata" si trattano di sistemi che obbligano una messa a fuoco per un determinato tempo minimo, questo sistema evita o riduce il furto tramite fotografie di dati sensibili nelle aziende da parte dei dipendenti, in quanto non si possono eseguire foto furtive (in tempi celeri)[91].
- Flash fotografico, permette di fotografare anche al buio o di migliorare l'illuminazione di un oggetto, questo sistema può generare l'effetto occhi rossi o illuminare eccessivamente l'oggetto fotografato, ma questi problemi possono essere risolti con piccoli accorgimenti.

Inoltre esistono diversi tipi di obiettivi per le diverse condizioni ed esigenze.